# Edytor wideo
Edytor wideo (wideoedytor) – program komputerowy do montażu cyfrowych filmów.
Współcześnie podstawowym materiałem są filmy wideo rejestrowane przez cyfrową kamerę wideo, fotografie rejestrowane za pomocą cyfrowych aparatów fotograficznych oraz nagrania dźwiękowe., podobnie jak edytory grafiki, stały się popularne wśród domowych użytkowników wskutek rozwoju cyfrowej fotografii i cyfrowego wideo.

## Etapy pracy
Praca z edytorem wideo obejmuje cztery etapy:
- pobieranie materiału ze źródeł zewnętrznych.
- układanie materiału na odpowiednich ścieżkach - wideo, obrazu i dźwięku.
- edycja ścieżek (cięcie, sklejanie, dodawanie napisów, efektów specjalnych, przejść między fragmentami filmu lub fotografiami, głosowych komentarzy).
- kompilacja filmu – jako pojedynczego pliku filmowego (w formatach avi, mpg, mov, flv, wmv, mswmm) lub jako całej prezentacji na płycie CD/DVD (DVD authoring), a także na płycie Blu-ray, kasecie wideo.

Ostatni etap jest często wykonywany w wyspecjalizowanych programach, niemniej większość czołowych edytorów wideo posiada wbudowane, uproszczone narzędzia do tworzenia interfejsu płyt CD, DVD, Blu-ray.

## Aplikacje
Najbardziej znane edytory wideo przeznaczone dla zastosowań półprofesjonalnych i profesjonalnych to: Avid Media Composer, Adobe Premiere Pro, Canopus Edius, Cinelerra, Final Cut Pro, Vegas Pro. 
Najbardziej znane edytory wideo dla domowego użytkownika to: Adobe Premiere Elements (Adobe), PowerDirector Pro (Cyberlink), Magix Video deluxe (Magix), Pinnacle Studio (Pinnacle), VideoWave (MGI Software), VideoImpression (Arcsoft), VideoStudio (Ulead), iMovie (Apple), Windows Movie Maker (Microsoft), WinDVD Creator (InterVideo), MoviePlus (Serif).